# Дикимеви
Дикимеви — конечная станция метро линии А Анкарского метрополитена в Чанкая.  Расположена под проспектом Джемаль Гюрсель в микрорайоне Джебеджи, в пешей доступности от станции Джебеджи системы пригородных электричек, обслуживающей Анкару и её окрестности. Станция Дикимеви состоит из двух боковых платформ. Открыта 30 августа 1996 года в составе линии А.  Первоначально планировалось продлить линию А дальше на восток в Мамак, однако эти планы не были реализованы.  Опреатор ЭГО Анкара.